# Séamus Woulfe
Séamus Philip Woulfe (* 1962 in Raheny, Dublin) ist ein vormaliger irischer Prozessanwalt, Attorney General of Ireland (Generalstaatsanwalt) und nunmehr Richter am irischen Supreme Court.

## Leben
Woulfe erwarb seinen Abschluss 1984 am Trinity College Dublin (Bachelor) und erhielt den LLM 1986 an der Dalhousie University in Halifax, Kanada. 1987 wurde er am King’s Inns zum Rechtsanwalt ausgebildet und noch im Oktober zugelassen.
Seinen Schwerpunkt setzte er als Anwalt im Wirtschaftsrecht und im Öffentlichen Recht. Er nahm Lehraufträge am Trinity College wahr.
Am 14. Juni 2017 wurde er von Leo Varadkar zum Attorney General of Ireland ernannt. Mit dem Regierungswechsel zum Taoiseach Micheál Martin endete am 27. Juni 2020 sein Amt. Er wurde auf Vorschlag der Regierung am 23. Juli 2020 zum Richter am Supreme Court ernannt. 

## COVID-19-Golf-Skandal
Im August 2020 nahm Woulfe an einer Jubiläumsfeier der Oireachtas Golf Society in Clifden (County Galway) teil. Wegen der COVID-19-Maßnahmen wäre die Zusammenkunft von mehr als 50 Personen genehmigungspflichtig gewesen. Weder Veranstalter noch Teilnehmer bekümmerte dieser Umstand, sodass sich schon kurze Zeit später ein medialer Skandal abzeichnete. Susan Denham wurde mit der Untersuchung beauftragt und erklärte, dass zahlreiche Regeln gebrochen worden waren. Woulfe sei jedoch kein Gesetzesbruch vorzuwerfen. Der damalige Chief Justice of Ireland Frank Clarke hielt Woulfe jedoch vor, Verstöße begangen zu haben, und legte ihm einen Rücktritt nahe. Woulfe lehnte jedoch ab und nahm seine richterliche Tätigkeit ab Februar 2021 auf.

## Privates
Woulfe ist mit Sheena Hickey verheiratet, mit der er zwei Kinder hat. 